# Encarnación de Cárdenas
Encarnación de Cárdenas o Sor Encarnación de Cárdenas (Mérida, Yucatán, 7 de enero de 1790 - 3 de febrero de 1831) fue una religiosa y escritora yucateca.

## Biografía
Fue hija de Mateo de Cárdenas y Josefa Escobedo, pertenecientes a la aristocracia yucateca. Su educación fue estricta y hasta donde se podía debido a que en su época la educación para las mujeres era muy limitada.
En 1804, cuando solo contaba con 14 años, ingresó por vocación al monasterio de las Concepcionistas como novicia. En este lugar se dedicó con esmero al estudio de la gramática castellana y latina con tanto éxito, que pronto los intelectuales de su época y región, se acercaban con ella para pedirle consulta. Fue traductora de los clásicos latinos del siglo de Augusto.
Debido a su considerable talento, fue nombrada secretaria privada de la abadesa, encargo que no le estorbó para continuar con sus labores literarias además de la enseñanza.
El 1 de junio de 1809 tomó los hábitos y profesó al siguiente año. Debido a su preparación, fue ascendiendo en el escalafón religioso hasta llegar a convertirse en la abadesa de su convento en enero de 1831, falleciendo al siguiente mes de su nombramiento.

## Obra
Lamentablemente para las letras mexicanas, al fallecer a tan temprana edad, la abadesa Cárdenas suplicó a sus hermanas que al morir todos sus manuscritos y apuntes fueran quemados debido a sus convicciones religiosas, apenas si sobrevivieron algunos sonetos sobre la Pasión de Cristo y quedó el testimonio de quienes la conocieron.
Sobre ella escribiría el maestro Justo Sierra:

La madre Cárdenas, hablaba y escribía su idioma con pureza y elegancia. Y sin embargo, era tan modesta y humilde que ignoraba su propio mérito. Habrá, y hay sin duda, mujeres más ilustradas y versadas en distintos ramos; pero no recuerdo haber tratado otra de más talento, de más ingenio y solidez que la madre Cárdenas